# Armas autónomas letales

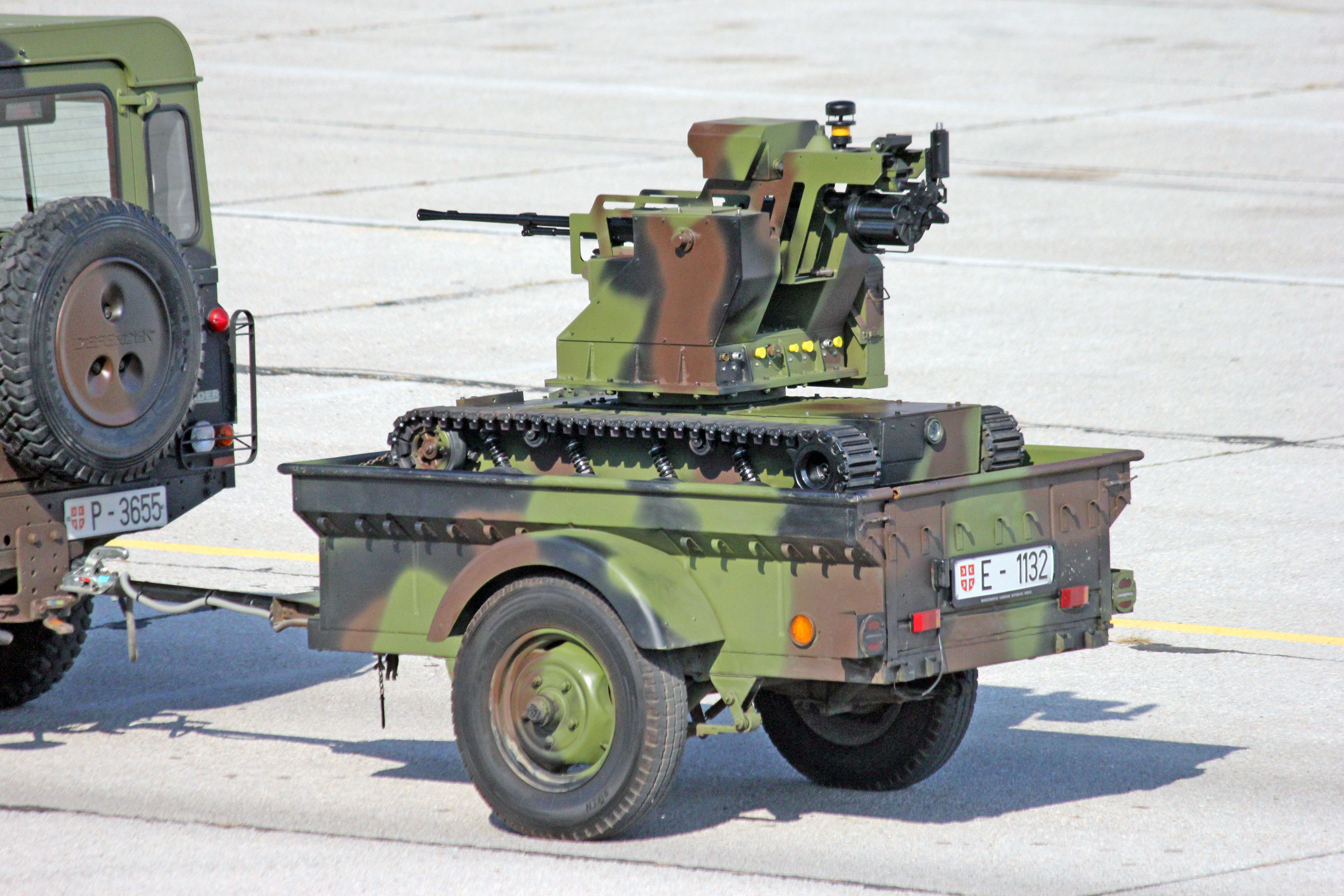
Remolque del Land Rover Defender serbio con el robot de combate sobre orugas "Miloš"

Las armas autónomas letales (Lethal autonomous weapons - LAW, por sus siglas en inglés) son un tipo de sistema militar autónomo que puede buscar y atacar objetivos de forma independiente en función de restricciones y descripciones programadas. Las LAW también se conocen como sistemas de armas letales autónomos (LAWS), sistemas de armas autónomos (AWS), armas robóticas o robots asesinos. Las LAWs pueden operar en el aire, en la tierra, en el agua, bajo el agua o en el espacio. La autonomía de los sistemas al año 2018 estaba restringida en el sentido de que un humano daba la orden final para atacar, aunque había excepciones en ciertos sistemas "defensivos".

## Ser autónomo como arma
Ser "autónomo" tiene diferentes significados según cuales sean los campos de estudio en cuestión. En ingeniería, puede referirse a la capacidad de la máquina para funcionar sin intervención humana. En filosofía puede referirse a un individuo moralmente independiente. En ciencia política puede referirse a la capacidad de autogobierno de un área. En términos de desarrollo de armas militares, la identificación de un arma como autónoma no es tan clara como en otras áreas. El estándar específico implicado en el concepto de ser autónomo puede variar enormemente entre diferentes académicos, naciones y organizaciones.
Varios investigadores han aportado definiciones de lo que constituye un arma autónoma letal. La política oficial del Departamento de Defensa de los Estados Unidos sobre la autonomía en los sistemas de armas define un sistema de armas autónomo como "un sistema de armas que, una vez activado, puede seleccionar y atacar objetivos sin la intervención adicional de un operador humano". Heather Roff, escritora de la Facultad de Derecho de la Universidad Case Western Reserve, describe los sistemas de armas autónomos como "sistemas de armas armadas [rmed weapons,] capaces de aprender y adaptar su 'funcionamiento en respuesta a las circunstancias cambiantes del entorno en el que [están] desplegados', csí como capaces de tomar decisiones de despido por sí mismos". Esta definición de sistemas de armas autónomos es un umbral bastante alto en comparación con las definiciones de académicos como leter Asaro y Mark Gubrud que se ven a continuación.
Peter Asaro y Mark Gubrud trataron de establecer el umbral más bajo y juzgar más sistemas de armas como autónomos. Creen que cualquier sistema de armas que sea capaz de liberar una fuerza letal sin la operación, decisión o confirmación de un supervisor humano puede considerarse autónomo. Según Gubrud, un sistema de armas que funciona parcial o totalmente sin intervención humana se considera autónomo. Argumenta que un sistema de armas no necesita ser capaz de tomar decisiones completamente por sí mismo para ser llamado autónomo. En cambio, debe tratarse como autónomo siempre que participe activamente en una o varias partes del "proceso de preparación", desde encontrar el objetivo hasta finalmente disparar.
Otras organizaciones, sin embargo, están estableciendo el estándar del sistema de armas autónomo en una posición más alta. El Ministerio de Defensa británico define los sistemas de armas autónomos como "sistemas que son capaces de comprender la intención y la dirección de un nivel superior. A partir de esta comprensión y su percepción de su entorno, dicho sistema es capaz de tomar las medidas adecuadas para lograr el estado deseado. Es capaz de decidir un curso de acción, a partir de una serie de alternativas, sin depender de la supervisión y el control humanos; sin embargo, tal compromiso humano con el sistema aún puede estar presente. Si bien la actividad general de una aeronave no tripulada autónoma será predecible, es posible que las acciones individuales no lo sean".
Como resultado, la redacción de un tratado entre estados requiere un etiquetado comúnmente aceptado de lo que constituye exactamente un arma autónoma.

## Sistemas defensivos autónomos
El arma letal de activación automática más antigua es la mina terrestre, utilizada desde al menos el siglo XVII, y las minas marinas, utilizadas desde al menos el siglo XVIII. Las minas antipersona están prohibidas en muchos países por el Tratado de Ottawa de 1997, sin incluir a Estados Unidos, Rusia y gran parte de Asia y Medio Oriente.
Algunos ejemplos actuales de LAW son sistemas automatizados de protección activa "hardkill", como los sistemas CIWS guiados por radar que se utilizan para defender barcos, y que han estado en uso desde la década de 1970 (por ejemplo, el US Phalanx CIWS). Dichos sistemas pueden identificar y atacar de forma autónoma misiles, cohetes, fuego de artillería, aeronaves y embarcaciones de superficie que se aproximan según los criterios establecidos por el operador humano. Existen sistemas similares para tanques, como el ruso Arena, el Trophy israelí y el AMAP-ADS alemán. En Corea del Sur e Israel se utilizan varios tipos de armas centinela estacionarias, que pueden disparar contra humanos y vehículos. Muchos sistemas de defensa antimisiles, como Iron Dome, también tienen capacidades de orientación autónomas.
La principal razón para no tener un "humano al tanto" (human in the loop) en estos sistemas es la necesidad de una respuesta rápida. En general, se han utilizado para proteger al personal y las instalaciones contra los proyectiles entrantes.

## Sistemas ofensivos autónomos
Los sistemas con un mayor grado de autonomía incluirían drones o vehículos aéreos de combate no tripulados, por ejemplo "El prototipo de avión no tripulado de combate propulsado a chorro Taranis de BAE Systems puede conducir a un sistema aéreo de combate del futuro que puede buscar, identificar y localizar enemigos de forma autónoma, pero solo puede enfrentarse a un objetivo cuando lo autorice el mando tipo misión. También puede defenderse de aviones enemigos." El dron Northrop Grumman X-47B puede despegar y aterrizar en portaaviones (demostrado en 2014); está configurado para convertirse en un sistema de vigilancia y ataque aerotransportado lanzado por un portaaviones no tripulado (Unmanned Carrier-Launched Airborne Surveillance and Strike = UCLASS).
Según The Economist, a medida que avanza la tecnología, las aplicaciones futuras de los vehículos submarinos no tripulados podrían incluir la remoción de minas, su colocación, la creación de redes de sensores antisubmarinos en aguas disputadas, el patrullaje con sonar activo, el reabastecimiento de submarinos tripulados y convertirse en plataformas de misiles de bajo costo. En 2018, la Revisión de la postura nuclear de EE. UU. alegó que Rusia estaba desarrollando un "nuevo torpedo autónomo submarino intercontinental, con armas nucleares y de propulsión nuclear" llamado Status-6 Poseidón.
La Federación Rusa está desarrollando activamente misiles con inteligencia artificial, drones, vehículos no tripulados, robots militares y robots médicos.
En los tiroteos de Dallas de 2016, la policía de EE. UU. utilizó por primera vez un robot armado a control remoto para matar a Micah Johnson, de 25 años, un asesino de cinco policías escondido en un garaje. Se empleó una bomba colocada en el robot de desactivación de bombas.
El ministro israelí Ayoob Kara declaró en 2017 que Israel estaba desarrollando robots militares, incluidos unos tan pequeños como moscas.
En octubre de 2018, Zeng Yi, un alto ejecutivo de la firma de defensa china Norinco, pronunció un discurso en el que dijo que "en los futuros campos de batalla, no habrá personas peleando", y que el uso de armas autónomas letales en la guerra es "inevitable". En 2019, el secretario de Defensa de EE. UU. , Mark Esper, criticó a China por vender drones capaces de matar sin supervisión humana.
El ejército británico desplegó nuevos vehículos no tripulados y robots militares en 2019.
La Marina de los EE. UU. está desarrollando flotas "fantasmas" de vehículo de superficie no tripulado.
En 2020, un dron Kargu 2 persiguió y atacó a un objetivo humano en Libia, según un informe del Panel de Expertos sobre Libia del Consejo de Seguridad de la ONU, publicado en marzo de 2021. Esta puede haber sido la primera vez que un robot asesino autónomo provisto de armamento letal ataca a seres humanos.
En mayo de 2021, Israel llevó a cabo un enjambre de aviones no tripulados de combate guiado por IA en un ataque a Gaza.
Desde entonces, ha habido numerosos informes de enjambres y otros sistemas de armas autónomos que se utilizan en los campos de batalla de todo el mundo.
Además de ello, la DARPA está trabajando para poner a disposición del ejército estadounidense enjambres de 250 drones letales autónomos.

## Cuestiones éticas y legales

### Grado de control humano
Bonnie Docherty estableció tres clasificaciones del grado de control humano de los sistemas de armas autónomos en un informe de lHuman Rights Watch de 2012.
- human-in-the-loop: un humano debe instigar la acción del arma (en otras palabras, no completamente autónomo)
- human-on-the-loop: un humano puede abortar una acción
- human-out-of-the-loop: no hay ninguna acción humana involucrada

### Estándar utilizado en la política de EE. UU.
La política actual de EE. UU. establece que: "Los sistemas de armas autónomos... se diseñarán para permitir que los comandantes y operadores ejerzan niveles apropiados de juicio humano sobre el uso de la fuerza". Sin embargo, la política requiere que los sistemas de armas autónomos que matan personas o usan la fuerza cinética, seleccionando y atacando objetivos sin más intervención humana, estén certificados como compatibles con los "niveles apropiados" y otros estándares, y no que tales sistemas de armas no puedan cumplir con estos estándares y sean por lo tanto prohibidos. Los cazadores-asesinos "semiautónomos" que identifican y atacan objetivos de forma autónoma ni siquiera requieren certificación. El subsecretario de Defensa, Robert O. Work, dijo en 2016 que el Departamento de Defensa "no delegaría la autoridad letal en una máquina para tomar una decisión", pero podría necesitar reconsiderarlo ya que los "regímenes autoritarios" pueden hacerlo. En octubre de 2016, el presidente Barack Obama declaró que al principio de su carrera desconfiaba de un futuro en el que un presidente de los EE. UU. que hiciera uso de la guerra con aviones no tripulados podría "llevar a cabo guerras perpetuas en todo el mundo, y muchas de ellas encubiertas, sin ningún tipo de rendición de cuentas o debate democrático". En los EE. UU., la IA relacionada con la seguridad está bajo el control de la Comisión de Seguridad Nacional sobre Inteligencia Artificial desde 2018. El 31 de octubre de 2019, la Junta de Innovación de Defensa del Departamento de Defensa de los Estados Unidos publicó el borrador de un informe que describe cinco principios para la IA armada y hace 12 recomendaciones para el uso ético de la inteligencia artificial por parte del Departamento de Defensa, que garantizaría que un operador humano siempre podrá mirar dentro de la 'caja negra' y comprender el proceso de la cadena de eliminación. Una preocupación importante es cómo se implementará el informe.

### Posibles violaciones de la ética y actos internacionales
Stuart Russell, profesor de informática de la Universidad de California, Berkeley, declaró que la preocupación que tiene con las LAWS es que su opinión es que no es ético ni humano. El principal problema de este sistema es que es difícil distinguir entre combatientes y no combatientes.
Existe preocupación por parte de algunos economistas y juristas acerca de si las LAWS violarían el Derecho Internacional Humanitario, especialmente el principio de distinción, que requiere la capacidad de discriminar a los combatientes de los no combatientes, y el principio de proporcionalidad, que requiere que el daño a civiles sea proporcional al objetivo militar. Esta preocupación se invoca a menudo como una razón para prohibir por completo los "robots asesinos", pero es dudoso que esta preocupación pueda ser un argumento en contra de las LAWS que no violan el Derecho Internacional Humanitario.
Un informe de 2021 del Servicio de Investigación del Congreso Estadounidense afirma que "no existen prohibiciones legales nacionales o internacionales sobre el desarrollo del uso de las LAWS", aunque reconoce las conversaciones en curso en la Convención de las Naciones Unidas sobre Ciertas Armas Convencionales (CCW). 
Algunos dicen que las LAWS desdibujan los límites de quién es responsable de una muerte en particular. El filósofo Robert Sparrow argumenta que las armas autónomas son causal pero no moralmente responsables, de manera similar a los niños soldados. En cada caso, argumenta, existe el riesgo de que ocurran atrocidades sin un sujeto apropiado a quien responsabilizar, lo que viola las Leyes de la guerra. Thomas Simpson y Vincent Müller argumentan que pueden facilitar el registro de quién dio qué comando. Del mismo modo, Steven Umbrello, Émile P. Torres y Angelo F. De Bellis argumentan que si las capacidades técnicas de las LAWs son al menos tan precisas como las de los soldados humanos, entonces, dadas las deficiencias psicológicas de los soldados humanos en la guerra, se justifica que solo este tipo de LAWS éticas debería ser usado. Asimismo, proponen utilizar el enfoque de diseño sensible al valor como un marco potencial para diseñar estas LAWs para alinearlas con los valores humanos y el Derecho internacional humanitario. Además, las posibles violaciones del DIH por parte de las LAWS son, por definición, solo aplicables en situaciones de conflicto que impliquen la necesidad de distinguir entre combatientes y civiles. Como tal, cualquier escenario de conflicto sin la presencia de civiles, es decir, en el espacio o en alta mar, no se toparía con los obstáculos que plantea el DIH.

### Campañas para prohibir las LAWs

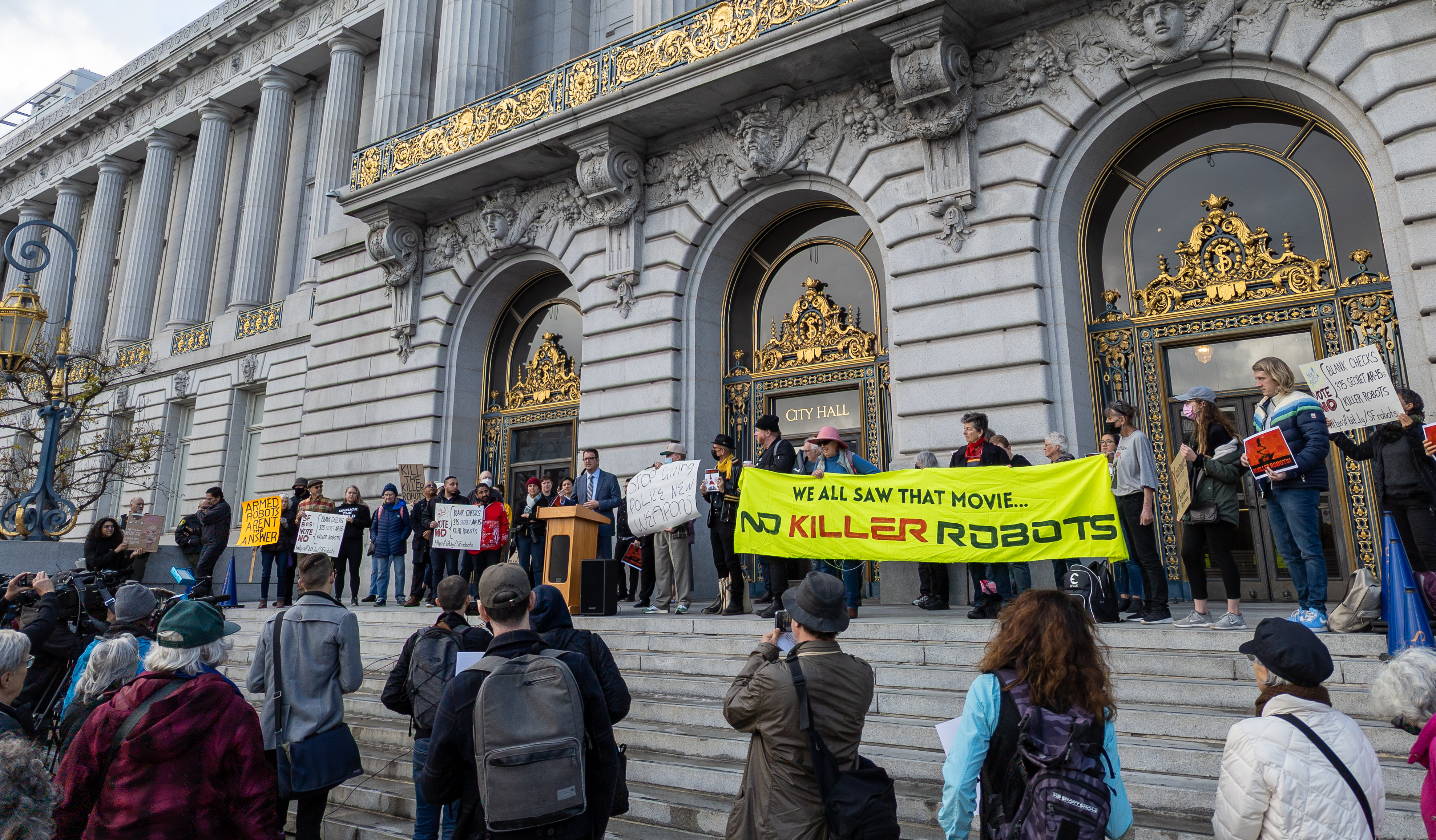
Mitin frente al Ayuntamiento de San Francisco, protestando contra una votación para autorizar el uso policial de robots de fuerza letal.

La posibilidad de las LAWs ha generado un debate significativo, especialmente sobre el riesgo de que los "robots asesinos" deambulen por la tierra, sea en un futuro cercano o lejano. El grupo Campaign to Stop Killer Robots (campaña para detener los robots asesinos) se formó en 2013. En julio de 2015, más de 1000 expertos en inteligencia artificial firmaron una carta advirtiendo sobre la amenaza de una carrera armamentista de inteligencia artificial y pidiendo la prohibición de las armas autónomas. La carta fue presentada en Buenos Aires en la 24ª Conferencia Internacional Conjunta sobre Inteligencia Artificial (IJCAI-15) y fue firmada conjuntamente por Stephen Hawking, Elon Musk, Steve Wozniak, Noam Chomsky, el cofundador de Skype Jaan Tallinn y el cofundador de Google DeepMind Demis Hassabis, entre otros.
Según PAX For Peace (una de las organizaciones fundadoras de Campaign to Stop Killer Robots), las armas completamente automatizadas (fully automated weapons = FAW) reducirán el umbral de ir a la guerra a medida que los soldados se retiren del campo de batalla y el público se distancie de experimentar la guerra. dando a los políticos y otros tomadores de decisiones más espacio para decidir cuándo y cómo ir a la guerra. Advierten que una vez desplegados, los FAW dificultarán el control democrático de la guerra, algo que el autor de Kill Decision -una novela sobre el tema- y especialista en tecnología de la información, Daniel Suárez, también advirtieron: según él, podría recentralizar el poder en muy pocas manos, a que requiere muy poca gente para ir a la guerra.
Hay sitios web protestando por el desarrollo de LAWs al presentar ramificaciones indeseables si continúa la investigación sobre el uso de inteligencia artificial para la designación de armas. En estos lugares, las noticias sobre temas éticos y legales se actualizan constantemente para que los visitantes puedan recapitular con noticias recientes sobre reuniones internacionales y artículos de investigación relacionados con las LAWs.
La Santa Sede ha pedido a la comunidad internacional que prohíba el uso de las LAWs en varias ocasiones. En noviembre de 2018, el arzobispo Ivan Jurkovic, observador permanente de la Santa Sede ante las Naciones Unidas, afirmó que “para evitar una carrera armamentista y el aumento de las desigualdades y la inestabilidad, es un deber imperativo actuar con prontitud: ahora es el momento de evitar que las LAWs se conviertan en la realidad de la guerra del mañana”. A la Iglesia le preocupa que estos sistemas de armas tengan la capacidad de alterar irreversiblemente la naturaleza de la guerra, crear desapego a la agencia humana y poner en tela de juicio la humanidad de las sociedades.
El 29 de marzo de 2019, la mayoría de los gobiernos representados en una reunión de la ONU para discutir el asunto favorecieron la prohibición de las LAWS. Una minoría de gobiernos, incluidos los de Australia, Israel, Rusia, el Reino Unido y los EE. UU., se opusieron a la prohibición. Estados Unidos ha declarado que las armas autónomas han ayudado a prevenir la matanza de civiles.
En diciembre de 2022, una votación de la Junta de Supervisores de San Francisco para autorizar el uso de las LAWs por parte del Departamento de Policía de San Francisco atrajo la atención y las protestas nacionales. La Junta revocó este voto en una reunión posterior.

### No a la prohibición, sino regulación
Un tercer enfoque se centra en regular el uso de sistemas de armas autónomos en lugar de una prohibición. El control militar de armas de IA probablemente requerirá la institucionalización de nuevas normas internacionales incorporadas en especificaciones técnicas efectivas combinadas con un monitoreo activo y diplomacia informal ("Track II") por parte de comunidades de expertos, junto con un proceso de verificación legal y política. En 2021, el Departamento de Defensa de los Estados Unidos solicitó un diálogo con el Ejército Popular de Liberación de China sobre armas autónomas habilitadas para IA, pero fue rechazado.

## Otras lecturas
- The Guardian (2023) Video "How killer robots are changing modern warfare". 24.2.2023, Josh Toussaint-Strauss Ali Assaf Joseph Pierce Ryan Baxter.
- Heyns, Christof (2013), ‘Report of the Special Rapporteur on extrajudicial, summary or arbitrary executions’, UN General Assembly, Human Rights Council, 23 (3), A/HRC/23/47.
- Krishnan, Armin (2009), Killer robots: Legality and ethicality of autonomous weapons (Aldershot: Ashgate)
- Müller, Vincent C. (2016), ‘Autonomous killer robots are probably good news’, in Ezio Di Nucci and Filippo Santoni de Sio (eds.), Drones and responsibility: Legal, philosophical and socio-technical perspectives on the use of remotely controlled weapons, 67-81 (London: Ashgate).
- Saxon, Dan (2022). Fighting Machines: Autonomous Weapons and Human Dignity (en inglés). University of Pennsylvania Press. ISBN 978-0-8122-9818-5.
- Scharre, Paul: Army of None:Autonomous Weapons and the Future of War. W. W. Norton, New York 2018, ISBN 978-0-393-60898-4.
- Sharkey, Noel E (2012), ‘Automating Warfare: lessons learned from the drones’, Journal of Law, Information & Science, 21 (2).
- Simpson, Thomas W and Müller, Vincent C. (2016), ‘Just war and robots’ killings’, The Philosophical Quarterly 66 (263), 302–22.
- Singer, Peter (2009), Wired for war: The robotics revolution and conflict in the 21st Century (New York: Penguin)
- US Department of Defense (2012), ‘Directive 3000.09, Autonomy in weapon systems’. <2014 Killer Robots Policy Paper Final.docx>.
- US Department of Defense (2013), ‘Unmanned Systems Integrated Road Map FY2013-2038’.
- The Ethics of Autonomous Weapons Systems (2014) Seminar at UPenn Archivado el 25 de octubre de 2020 en Wayback Machine.

- Datos: Q25378861